# Paraberounella
Paraberounella is een geslacht van uitgestorven kreeftachtigen uit de klasse van de Ostracoda (mosselkreeftjes).

## Soorten
- Paraberounella (Neoberounella) levis Kozur, 1972 †
- Paraberounella (Neoberounella) longispinosa Kozur, 1972 †
- Paraberounella (Neoberounella) oertlii Kozur, 1972 †
- Paraberounella (Paraberounella) lobella Blumenstengel, 1965 †
- Paraberounella (Paraberounella) thuringica Gruendel, 1973 †
- Paraberounella cuneata (Gruendel, 1961) Blumenstengel, 1965 †
- Paraberounella gattendorfina Gruendel, 1973 †
- Paraberounella jordani Kozur, 1985 †
- Paraberounella laterospina Kozur, 1991 †
- Paraberounella lobella Blumenstengel, 1965 †
- Paraberounella multispinosa (Gruendel, 1961) Blumenstengel, 1993 †
- Paraberounella saalfeldensis (Gruendel, 1961) Blumenstengel, 1965 †
- Paraberounella thuringica Gruendel, 1973 †
- Paraberounella triassica Kozur, 1972 †
- Paraberounella venusta Zhang (Xiao-Jun), 1991 †